# Schongau (Lucerne)
Pour les articles homonymes, voir Schongau.
Schongau est une commune suisse du canton de Lucerne, située dans l'arrondissement électoral de Hochdorf.

Vue aérienne (1964)